# بنك الثروة الحيوانية
بنك الثورة الحيوانية تاريخ تأسيسة في أبريل 1992م وموقعه الخرطوم - العمارات .

## تاريخ التأسيس
تم تأسيس بنك الثروة الحيوانية في عام 1992م و موقعه في الخرطوم - العمارات شرق شارع (3).وبنك الثروة الحيوانية يطلق خطة لطوير القطاع.
بنك الثروة الحيوانية يقفز برأسماله إلى 500 مليون جنيه.

## فروع بنك الثروة الحيوانية

### أولا: بولاية الخرطوم
شارع أفريقيا الخرطوم – شارع  أفريقيا – العمارات - شرق شارع (3)
الرياض الخرطوم – جنوب تقاطع شارع المشتل مع شارع عبيد ختم
أم درمان السوق الكبير – عمارة ميرغني حمزة (سوق البلح )
السوق الشعبي أم درمان شرق موقف البصات السفرية وطلمبة النيل
السجانة الخرطوم-شارع الحرية السجانة غرب الديوم شمال بنك التضامن الإسلامى
الطيار مراد الخرطوم – شارع الطيار مراد – شمال تقاطع شارع الخليفة مع شارع الجمهورية – شرق كمال حمزة بلازا
السوق المحلي الخرطوم – السوق المحلي – شرق الميناء البري

### ثانياً: بالولايات الأخرى
مدني السوق الكبير – عمارة علي الباهي – غرب فرع بنك السودان المركزي
الفاشر السوق الكبير وجنوب المسجد الكبير
الأبيض شرق السوق – مواجه لسينما كردفان
الفولة وسط السوق
نيالا عمارة أبو ريدة – شمال فرع بنك السودان المركزي
الضعين جنوب السوق الكبير وجوار المسجد الكبير
الجنينة السوق الكبير
القضارف وسط السوق – جوار عمارة عمر البدوي
ربك السوق – جنوب سوداتل –عمارة ود البشرى
بورتسودان وسط السوق الرئيسي – عمارة عبد ربه
الدامر - السوق الرئيسي

## ماكينات الصرف الألي
مواقع ماكينات الصرف الألي :
1- فرع شارع أفريقيا – مبنى الرئاسة العمارات - شرق شارع (3)
2-برج شركة جياد ( معرض السيارات – تقاطع شارع ال 60 مع شارع مدني )
3-شارع عبيد ختم (جنوب محطة البلابل - أركويت )
4-فرع الرياض ( جنوب تقاطع شارع عبيد ختم مع شارع المشتل )
5-اللاماب
6-مصفاة الجيلي – المدينة السكنية
7-مدينة جياد الصناعية
8-شركة خطوط انابيب البترول – غرب شارع أفريقيا
9-فرع القضارف
10-بحري – شارع البلدية – مواجه للسينما الوطنية
11-شارع العرضة أمدرمان
12-شارع الستين
13-مستشفي الزيتونة
14-فرع بورتسودان ( مستشفى بورتسودان النفسي )

## التواكيل ومكاتب الصرف
توكيل الميناء الجنوبي بورتسودان
توكيل مستودعات البترول الشجرة
توكيل سوق المحاصيل
توكيل مصفاة الخرطوم للبترول الجيلي